# سیارک ۱۵۱۵
سیارک ۱۵۱۵ (به انگلیسی: 1515 Perrotin، نامگذاری:1936VG) هزار و پانصد و پانزدهمین سیارک کشف شده‌است که در ۱۵ نوامبر ۱۹۳۶ و در نیس کشف شد.
قدر مطلق سیارک برابر ۱۳٫۱۰ است.